# 小早川秋聲
小早川 秋聲（こばやかわ しゅうせい、秋声とも、1885年（明治18年）9月26日 - 1974年（昭和49年）2月6日）は、大正から昭和中期にかけて活動した日本画家。文展・帝展を中心として活躍、今日では《國之楯》を始めとする戦争画で知られている。

## 略伝

### 生い立ち
鳥取県日野郡日野町黒坂の光徳寺住職、小早川鐵僊の長男として、母・幸子の実家、神戸市の九鬼隆義子爵邸内で生まれる。本名は盈麿（みつまろ）。秋聲の号は、青年時代に愛読していた『古文真宝』収録の歐陽修の詩「秋聲賦」から取ったという。父は京都東本願寺の事務局長を勤め、母は元摂津三田藩九鬼隆義の妹である。幼少時代を神戸で過ごす。弟の小早川好古も日本画家である。
幼い頃から、「おやつはいらないから紙をくれ」とねだるほど絵を好み、ある南画家に就いて日本画の手ほどきを受けたという。中学在学中には博物館などへ熱心に作品を見に行き、模写などもした。父の跡を継ぐよう求められ、1894年（明治27年）9歳で東本願寺の衆徒として僧籍に入り、1900年（明治33年）務めを終えた父に連れられ光徳寺に帰郷する。しかし、画家になる夢を捨てられず、寺を飛び出し、神戸の九鬼家に戻る。翌年、真宗高倉大学寮（現在の大谷大学）に入学。ただ、その後も時々帰郷したらしく、地元には秋聲の初期作が幾つか残っている。1905年、一年志願兵として騎兵連隊に入隊した。秋聲は見習士官として日露戦争に従軍した。「露営之図」という絵はおそらくこの期間に描かれたとされる。1907年（明治40年）特科隊一年志願兵として騎兵連隊に入隊、陸軍予備役少尉になる。その後の年次訓練などで大正期に陸軍中尉に上がっている。

### 画業と外遊
1905年（明治39年）4月20歳で、四条派に属する谷口香嶠（幸野楳嶺門人）の画塾「自邇会」に入る。1909年（明治42年）香嶠が教授を勤めている京都絵画専門学校（現在の京都市立芸術大学）開設の年に入学するが、同じ年に早くも退学。祖母利佐の紹介で松平恒雄を頼り、水墨画を学ぶため中国へ渡る。中国では1年半ほど過ごし、文部次郎厳修邸に寄宿しながら、北京皇室美術館で東洋美術を研究し、その合間に名勝古跡を巡る。1912年（明治45年）から日本美術協会展に出品し始める。1915年（大正4年）香嶠が亡くなると、山元春挙主催の「早苗会」に参加、のちに同会幹事を務めた。この頃からの秋聲の目覚ましい活躍が始まる。1914年（大正3年）の第8回文展に「こだました後」で初入選。以後、文展に4回、帝展に12回、新文展に3回入選し、力作を次々と発表していく。一方で九鬼家の援助で経済的に恵まれていた秋聲は、当時の日本人としては異例なほど頻繁に海外へ出かけている。文展初入選と同年から3年間、度々中国へ渡って東洋美術の研究に励む。更に1920年（大正9年）の3年間は今度はヨーロッパを外遊、翌年ベルリン国立アルトムゼーム研究室で2年学び、帰途にはインドやエジプトにも立ち寄った。他にも1926年（大正15年）3月から7月にかけては、日米親善のためアメリカに渡っている。こうした研鑽から、秋聲の絵は文展・帝展の中でも異彩を放ち、中国やヨーロッパに題材を求めた異国情緒漂う作品も珍しくない。私生活も充実に、1922年（大正11年）に渡欧中ながら結婚、翌年の帰国後、京都市左京区下鴨森前町に豪邸を建てる。

### 戦争画家・秋聲
1931年（昭和6年）の満州事変後から1943年（昭和18年）まで、関東軍参謀部、陸軍省の委嘱により、従軍画家として中国や東南アジアなどの戦地に度々派遣され、戦争画を多く描く。画家の従軍が本格化するのは、1937年（昭和12年）の日中戦争後であり、秋聲の従軍はかなり早い。1941年（昭和16年）には大阪朝日会館で、洋画側の代表藤田嗣治と共に、従軍日本画家の代表として講演している。一般に戦争画は、華々しい戦闘場面や勇壮な日本兵の活躍を描いた作品が多いが、秋聲の作品にはそうした絵はあまり無く、戦場での兵士たちの苦労や、兵士の死を悼む作品が散見される。1945年（昭和20年）に日本が降伏して迎えた終戦時の秋聲は、自分が「戦犯」として捕らえられるのを疑わなかったという。また記者から「戦争とは何か？」と問われた際には長女の和子ですら見たことのないような形相で「帰れ！」と怒鳴ったという。
秋聲は将官待遇で従軍していたため、戦地でも贅沢が出来たはずだが、共に戦う者として自身にも厳しい従軍生活を課していた。ところが、従軍生活の長さからくる凍傷で体調を崩し、1944年（昭和19年）には肺炎をこじらせる。戦後の秋聲は戦争画の制作は禁じられたものの、戦犯指定は他の画家同様に逃れ、1946年（昭和21年）に日展委員となるも、多作や大作がこなせるまでは回復せず、戦後は依頼による仏画を手がけたと言われる。また、後述する『鎮魂歌』展では1964年（昭和39年）の1964年東京オリンピックで行われた聖火リレーに題を取った「聖火は走る」が展示された。
1974年（昭和49年）老衰により京都で亡くなった。享年89。墓所は大谷祖廟。
その後、秋聲の作品をまとめて顧みる機会はなかったが、2000年（平成12年）に秋聲の故郷にある日野町美術館が没後初となる秋聲の展示会を開催し、これをきっかけに京都霊山護国神社から秋聲の戦争画作品7点が同美術館に寄託された。その後も同美術館は寄贈や購入、寄託などにより秋聲作品の収集を進めた。2021年（令和3年）から2022年（令和4年）にかけ、人物画や風景画を含む約110点の絵画やその関連資料で構成された『小早川秋聲 旅する画家の鎮魂歌』展が京都文化博物館・東京ステーションギャラリー・鳥取県立博物館の3館を巡回して開催され、その公式図録として出版された同名の書籍では表紙に京都霊山護国神社から日野町美術館に寄託されている「國の盾」があしらわれた。2024年（令和6年）には日野町美術館で「小早川秋聲展」が開催された。

## 代表作
- 《國之楯》 紙本著色 額1面（151.0×208.0cm） 京都霊山護国神社蔵（日南町美術館寄託） 1944年（昭和19年）（1968年（昭和43年）に一部改作
  - 日本兵の遺体を全面に取り上げた、戦争画の中でも異色の作品。黒一色で塗りつぶされた背景に、胸の前で手を組んだ日本兵が大きく横たわっている。顔には「寄せ書き日の丸」が深く覆いかぶさり、この名も知れぬ兵士がお国のために死んだ事実が明瞭に示される。手や腕、胴体はやや誇張的に重量感をもって描き出され、観者は「動かなくなった人間の肉体」を強く意識させざるを得ない。
  - 横たわった遺体像は秋聲が遊学中に訪れたエジプトで描いた《エジプト ミイラの回想》に類似している。
  - 当初は「軍神」という題名で、遺体となって横たわる兵士の頭部背後には金色の円光、背後には桜の花弁が降り積もるように山なりに描かれていた。しかし、後述の返却後、秋聲は背景を黒く塗りつぶし「大君の御楯」と改題、更に23年後『太平洋戦争名画集 続』（ノーベル書房、1968年）に収録される際、一部改作して「國之楯」と再び題を変えて現在の状態になった。こうした度々の改題・改作は、戦中から戦後の社会通念の変化に伴い、尽忠報国から追悼・哀惜へと作品を転化させる操作とみられる。
  - 本作品は、元々天覧に供するために陸軍省から依頼された作品である。絵の完成を聞きつけた第十六師団長とその部下たちは、この絵の前で思わず脱帽・敬礼し、搬出を手伝いに来た女性は絵を前に泣き崩れたという。しかし、戦死者の視覚化は戦争表現や「死の美化」に必須な一方、厭戦感を引き起こすとして、軍部・美術家共に非常に神経質な命題だった。代表的な戦争画である藤田嗣治の「アッツ島玉砕」でも、画中の死体は全てアメリカ兵である。最終的に陸軍省は本作品の受け取りを拒否し、秋聲の手元に残された本作は前述のような改作を受けることになった。現在の本作品では「返却」というチョーク書きが残されている[3]。
  - その異質な作風、横たわる兵士の図像が人々にショックを与えるため《國之楯》が注目されがちであるが、秋聲は戦争画だけでなく、様々な作品を残している。

### 主な作品一覧
| 作品名                       | 技法         | 形状・員数 | 寸法（縦x横cm）   | 所有者                               | 年代                 | 出品展覧会                       | 落款・印章   | 備考 |
| ---------------------------- | ------------ | ---------- | ----------------- | ------------------------------------ | -------------------- | -------------------------------- | ------------ | --- |
| 山中鹿之助三ヶ月を配するの図 |              |            |                   | 黒坂小学校（日野町公民館寄託）       | 1904年（明治37年）頃 |                                  |              | |
| 稲荷社祈祷美人図             | 絹本着色     | 1幅        | 133.2×113.5       |                                      | 明治末期             |                                  | 款記「秋聲」 | |
| 語られぬなやみ               |              |            |                   | 日南町美術館                         | 1921年（大正10年）   | 第3回帝展出品作品                |              | |
| 薫風                         | 絹本金地著色 | 六曲一双   | 168.0×374.5（各） | 鳥取県立博物館                       | 1924年（大正13年）   |                                  |              | 久邇宮智子御成婚の際、東本願寺の委嘱により制作 |
| 絲綢之路                     | 紙本墨画淡彩 | 六曲一双   | 133.5×273.0（各） | 鳥取県立博物館                       | 大正期               |                                  |              | |
| 恋知り初めて                 | 画布著色     |            | 171.0×112.0       |                                      | 大正期               |                                  |              | 「秋聲個人展覧会」に出品されたことが現存する絵葉書から判明しているが、制作年は不明。緑色の背景を点描風に描くところ、白いレースの表現などが「語られぬなやみ」と似通っている。 |
| 長崎へ航く                   | 絹本着色     |            | 198.0×171.9       |                                      | 1931年（昭和6年）    | 第12回帝展出品作品               |              | オランダでのスケッチを元に描かれた作品。オランダから長崎へ航く船を見つめる四人の女性を描いた、旅する秋聲ならではの視点を感じられる作品。人々の衣服を描くために秋聲は更紗の古布を集めたという。 京都文化博物館の小早川の展覧会にて来館者からの情報提供によりベルギーのアンリ・カシエの『Red Star Line』がイメージソースであることが分かった。 |
| 祖国日向                     |              |            |                   | 宮城県美術館                         | 1932年（昭和7年）    |                                  |              | |
| 護国（御旗）                 |              |            |                   | 京都霊山護国神社                     | 1934年（昭和9年）    | 1936年の文展に鑑査出品           |              | 満州事変三周年記念作として関東軍司令部の会議室に掛けられていたという。 |
| 和光                         |              |            |                   | 立命館大学国際平和ミュージアム       |                      |                                  |              | |
| 日本刀                       | 紙本著色     | 二曲一隻   |                   | 京都霊山護国神社（日南町美術館寄託） | 1940年（昭和15年）   | 紀元二千六百年奉祝日本画大展覧会 |              | 本作は従来、前年の第一回聖戦美術展出品作とされていたが、当時の掲載写真と比べると細部に違いがあり、別作品である。聖戦美術展出品作は戦いの後、護国神社本は戦いの前の姿。 |
| 祈願                         | 絹本着色     |            | 71.5×68.5         |                                      | 1940年（昭和15年）   |                                  |              | |
| 業火 シンガポールの最後      | 紙本著色     |            |                   | 京都霊山護国神社（日南町美術館寄託） | 1942年（昭和17年）   | 第七回京都市美術展               |              | |
| 月下芒原図襖                 | 紙本墨画     | 襖6面      |                   | 豊岡市・大円寺                       | 1945年（昭和20年）頃 |                                  |              | |